# Lesão linfoepitelial benigna
A lesão linfoepitelial benigna é uma lesão que acomete as glândulas salivares, podendo ser uni ou bilateral.
Existe uma ocorrência maior na glândula parótida, mas também encontram-se relatos de envolvimento das glândulas submandibulares.
Causa xerostomia.
Também é chamada de Doença de Mikulicz.